# Canton du Lamentin-2-Nord
Pour les articles homonymes, voir Canton du Lamentin (homonymie).
Le canton du Lamentin-2-Nord est une ancienne division administrative française située dans le département et la région de la Martinique.

## Histoire
En Martinique, le canton du Lamentin-2-Nord était, avec les cantons du Lamentin-1-Sud-Bourg et du Lamentin-3-Est, l'un des trois cantons créés en 1985, en remplacement du canton du Lamentin.
À la suite des élections territoriales de décembre 2015 concernant la collectivité territoriale unique de Martinique, le conseil régional et le conseil général sont remplacés par l'assemblée de Martinique. De fait, les cantons disparaissent.

## Géographie
Dépendant de l'arrondissement de Fort-de-France, le canton du Lamentin-2-Nord était l'un des trois cantons correspondant à une partie de la commune du Lamentin.

## Administration
| Période | Période       | Identité             | Étiquette    | Qualité                                                                                        |
| ------- | ------------- | -------------------- | ------------ | ---------------------------------------------------------------------------------------------- |
| 1985    | 1987 (décès)  | Pierre Zobda-Quitman | PCM          | Directeur général du centre hospitalier de Fort-de-France Premier adjoint au maire du Lamentin |
| 1987    | 1993          | Pierre Samot         | PCM          | Médecin Maire du Lamentin depuis 1989                                                          |
| 1993    | 2011          | Claire Tunorfé       | PCM puis BPM | Sage-femme Conseillère municipale du Lamentin                                                  |
| 2011    | décembre 2015 | David Zobda          | BPM          | Cadre Premier adjoint au maire du Lamentin Vice-président du Conseil général                   |

## Composition
Le canton du Lamentin-2-Nord se composait uniquement d'une partie de la commune du Lamentin et comptait 19 066 habitants (population municipale) au 1er janvier 2012,.

## Démographie
| 1990 | 1999   | 2006   | 2009   | 2012   |
| ---- | ------ | ------ | ------ | ------ |
| -    | 14 747 | 18 964 | 19 008 | 19 066 |